# Вазісубані (вино)
Вазісубані (груз. ვაზისუბანი) — високоякісне сухе біле вино, назване на честь регіону навколо селища Вазісубані, що у східній Грузії. Виготовляється з винограду Ркацителі (85 %) та кахетського Мцване (15 %).
Вино Вазісубані характеризується світло-бежевим кольором, гармонійним смаком, життєрадісним, розвиненим букетом та ароматом квітів.
Об'ємний вміст алкоголю у вині «Вазісубані» повинен становити 10,5-12,5 %, масова концентрація цукрів — не більше 4 г/дм³, титрувана кислотність — 5,5-7,5 г/дм³, летюча кислотність — не більше 1,0 г/дм³, масова концентрація конденсованого екстракту — не менше 16 г/дм³.
Площа зони виноградарства «Вазісубані» становить близько 62 км.
Зона виноградарства «Вазісубані» розташована біля річки Алазані, за координатами 41°49' північної широти та 45°43' східної довготи, на північний схід від хребта Ців-Гомбори. На сході та північному сході межує з виноградниками Мукузані. Середня висота місцевості над рівнем моря становить 550 метрів. Вона включає в себе села: Вазісубані, Калаурі, Шашиані і Вачнадзіані.